# Деревнянка
Дере́внянка (інші назви — Деревенька, Кривуля) — річка в Україні, в межах Яворівського (витоки) і Жовківського районів Львівської області. Ліва притока Свині (басейн Західного Бугу). 

## Опис
Довжина Деревнянки 36 км, площа басейну 150 км². Річкова долина у верхів'ї вузька, звивисна. Заплава двостороння, подекуди (в середній та нижній течії) заболочена. Є ставки. 

## Розташування
Витоки розташовані між пагорбами Розточчя, на південний захід від села Хитрейки, на території Яворівського полігону. Тече переважно на північний схід: спочатку через Розточчя, а від села Хитрейки — територією Надбужанської котловини (частина Малого Полісся). Впадає у Свиню в селі Деревня. 
Основна притока: Кислянка (права).